# تیا گربووال
تیا گربووال (انگلیسی: Théa Greboval؛ زادهٔ ۵ آوریل ۱۹۹۷) بازیکن فوتبال اهل فرانسه است.
وی همچنین در تیم‌های ملی فوتبال زنان فرانسه بازی کرده‌است.